# Olaszország a Junior Eurovíziós Dalfesztiválokon
Olaszország tíz alkalommal vett részt a Junior Eurovíziós Dalfesztiválon.
Az olasz műsorsugárzó a RAI, amely 1950-ben alapító tagja volt az Európai Műsorsugárzók Uniójának, 2014-ben csatlakozott a versenyhez.
Olaszország egy alkalommal aratott győzelmet (2014). A legelső dalfesztivál győztese, Horvátország után a második olyan ország, amely debütálásakor szerezte meg első győzelmét.

## Története

### Évről évre
Olaszország először 2014-ben vett részt a gyermek versenyen. Első képviselőjük Vincenzo Cantiello volt Tu primo grande amore című dalával, amivel megnyerte a versenyt. A 2003-as első verseny óta másodszor fordult elő, hogy egy debütáló ország nyert. Egy évvel később azonban az utolsó előtti helyen végeztek. 2016-ban ismét a legjobbak közé kerültek, harmadikak lettek. A következő évben hat pont híján lecsúsztak a legjobb tízből, tizenegyedikek lettek. Ezt követően egymás után kétszer végeztek hetedikként.
A 2020-ban a Covid19-pandémia miatt bevezetett utazási korlátozásokra és a verseny megrendezése körül kialakult bizonytalanságra hivatkozva visszaléptek a versenytől. 2021-ben eredetileg nem terveztek szerepelni, mivel a 2022-es felnőtt verseny rendezésére szerettek volna fókuszálni, viszont augusztus 30-án bejelentették, hogy visszatérnek. A döntőben végül tizedikek lettek, majd a következő két évben tizenegyedikek. 2024-ben újra a legjobb tíz között végeztek, kilencedikek lettek.

### Nyelvhasználat
Olaszország eddigi tíz versenydala közül az összes olasz és angol kevert nyelvű volt.

## Résztvevők
| Év   | Előadó             | Dal                           | Magyar fordítás        | Helyezés | Pontszám |
| ---- | ------------------ | ----------------------------- | ---------------------- | -------- | -------- |
| 2014 | Vincenzo Cantiello | Tu primo grande amore         | Az első nagy szerelmed | 1.       | 159      |
| 2015 | Chiara & Martina   | Viva                          | Éljen!                 | 16.      | 34       |
| 2016 | Fiamma Boccia      | Cara Mamma – Dear Mom         | Kedves Anya!           | 3.       | 209      |
| 2017 | Maria Iside Fiore  | Scelgo (My Choice)            | Döntök (A döntésem)    | 11.      | 86       |
| 2018 | Melissa & Marco    | What Is Love                  | Mi a szerelem?         | 7.       | 151      |
| 2019 | Marta Viola        | La voce della Terra           | A Föld hangja          | 7.       | 129      |
|      |                    |                               |                        |          |          |
| 2021 | Elisabetta Lizza   | Specchio (Mirror on the Wall) | Tükör (Tükör a falon)  | 10.      | 107      |
| 2022 | Chanel Dilecta     | BLA BLA BLA                   | –                      | 11.      | 95       |
| 2023 | Melissa & Ranya    | Un mondo giusto               | Egy igazságos világ    | 11.      | 94       |
| 2024 | Simone Grande      | Pigiama Party                 | Pizsama parti          | 9.       | 98.      |

## Szavazástörténet

### 2014–2024
| Hely | Ország        | Pont |
| ---- | ------------- | ---- |
| 1.   | Málta         | 60   |
| 2.   | Grúzia        | 51   |
| 3.   | Albánia       | 41   |
| 4.   | Franciaország | 40   |
| 5.   | Ausztrália    | 35   |
| 6.   | Bulgária      | 35   |
| 7.   | Hollandia     | 33   |
| 8.   | Spanyolország | 29   |
| 9.   | Írország      | 28   |
| 10.  | Ukrajna       | 27   |

| Hely | Ország          | Pont |
| ---- | --------------- | ---- |
| 1.   | Grúzia          | 59   |
| 2.   | Málta           | 49   |
| 3.   | Írország        | 45   |
| 4.   | Albánia         | 40   |
| 5.   | Szerbia         | 37   |
| 6.   | Ukrajna         | 36   |
| 7.   | Észak-Macedónia | 33   |
| 8.   | Hollandia       | 31   |
| 9.   | Franciaország   | 27   |
| 10.  | Bulgária        | 24   |

Olaszország még sosem adott pontot a következő országoknak: Horvátország és Montenegró
Olaszország még sosem kapott pontot a következő országoktól: az Egyesült Királyság és Németország

## Háttér
| Év   | Rendező  | Kommentátor                                      | Pontbejelentő                                    |
| ---- | -------- | ------------------------------------------------ | ------------------------------------------------ |
| 2014 | Marsa    | Simone Lijoi és Antonella Clerici                | Geordie                                          |
| 2015 | Szófia   | Simone Lijoi                                     | Vincenzo Cantiello                               |
| 2016 | Valletta | Simone Lijoi és Laura Carusino Vignera           | Jade Scicluna                                    |
| 2017 | Tbiliszi | Mario Acampa és Laura Carusino Vignera           | Sofia Bartoli                                    |
| 2018 | Minszk   | Mario Acampa és Federica Carta                   | Yan Musvidas                                     |
| 2019 | Gliwice  | Mario Acampa és Alexia Rizzardi                  | Maria Iside Fiore                                |
| 2020 | Varsó    | Nem vettek részt és nem közvetítették a versenyt | Nem vettek részt és nem közvetítették a versenyt |
| 2021 | Párizs   | Mario Acampa, Giorgia Boni és Marta Viola        | Céleste                                          |
| 2022 | Jereván  | Mario Acampa és Francesca Fialdini               | Vincenzo Cantiello                               |
| 2023 | Nizza    | Mario Acampa                                     | Julia Wazne                                      |
| 2024 | Madrid   | Mario Acampa, Kaze és Simone Barlaam             | N/A                                              |

## Galéria

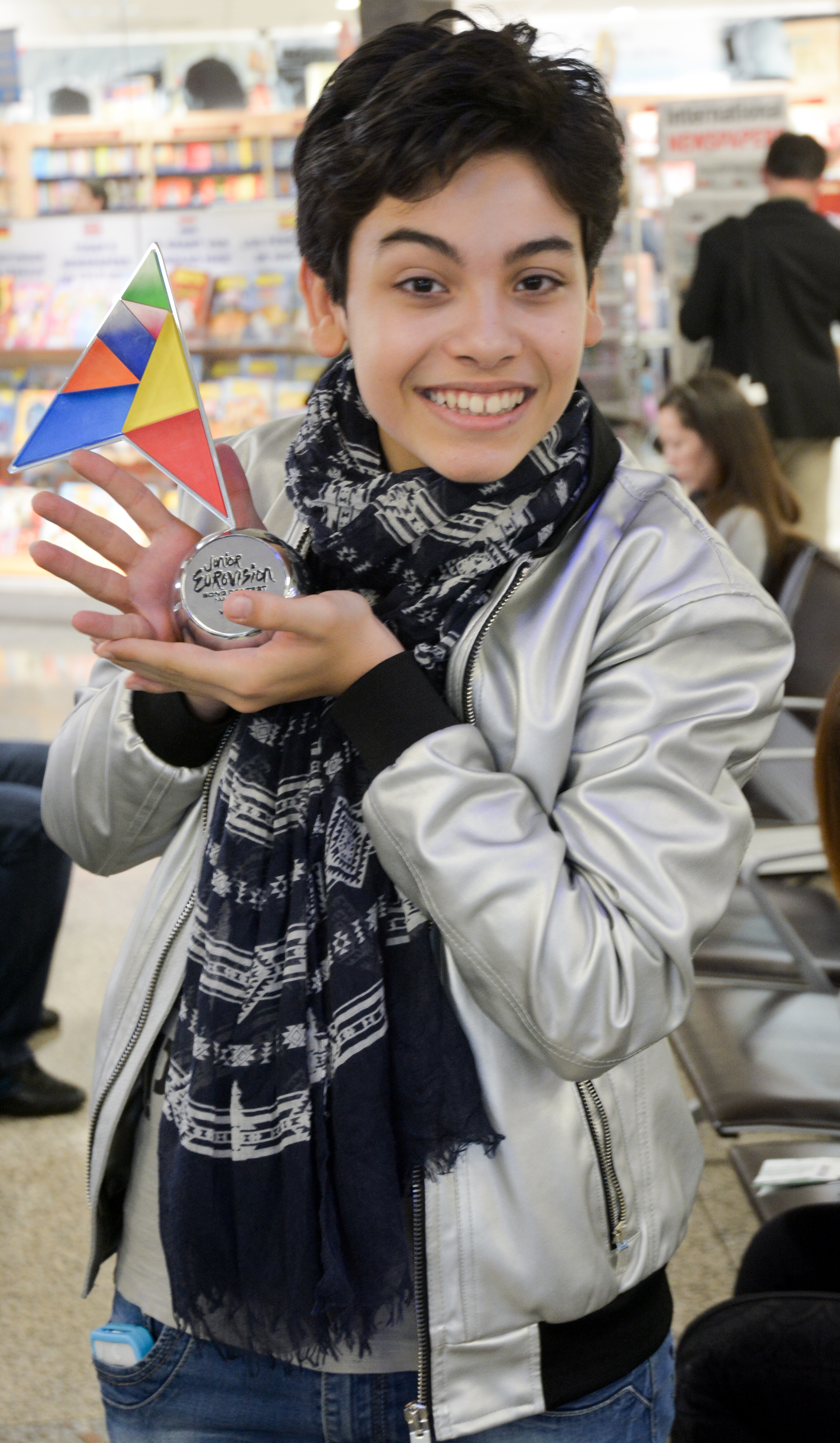
Vincenzo Cantiello Vallettán (2014)
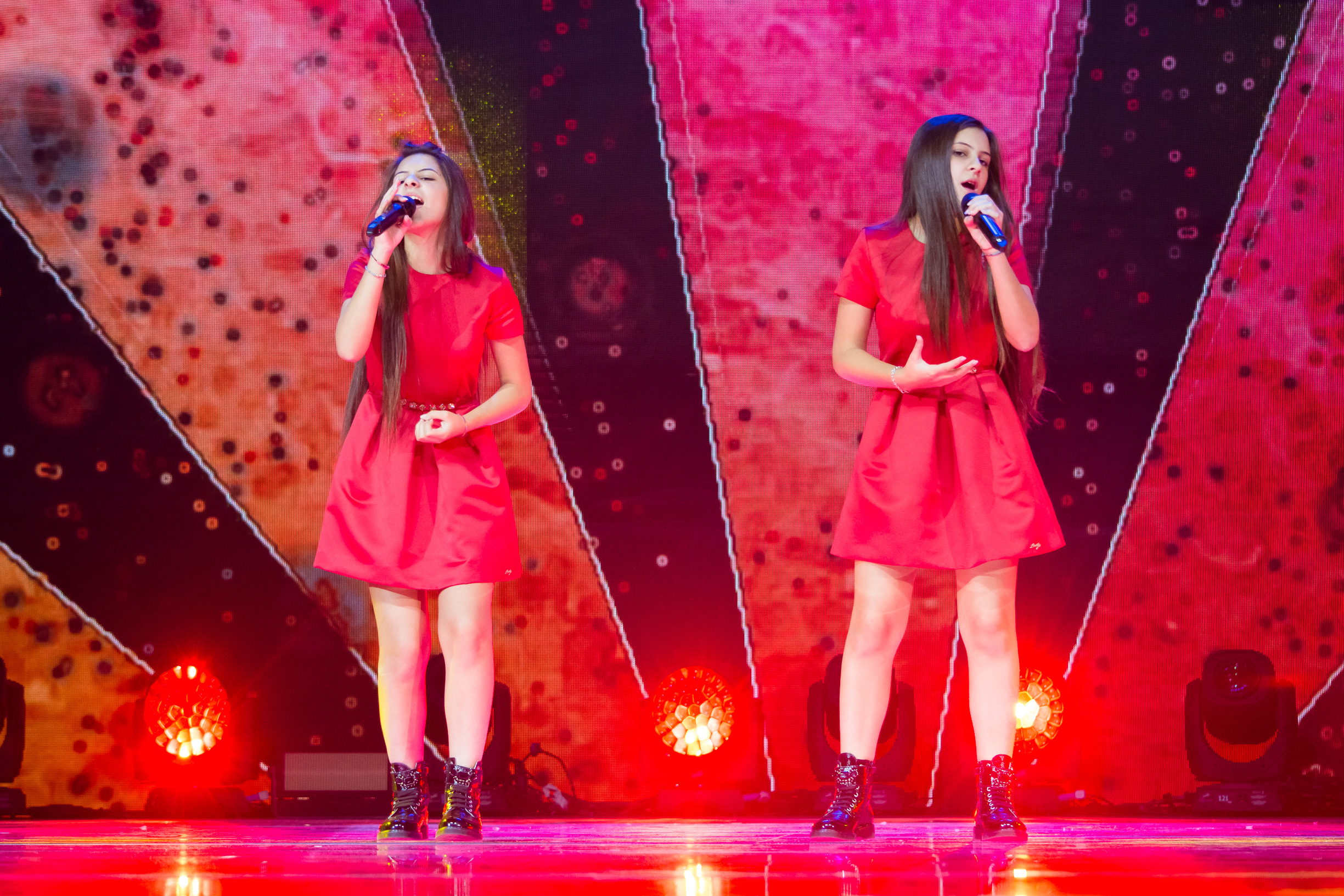
Chiara & Martina Szófiában (2015)
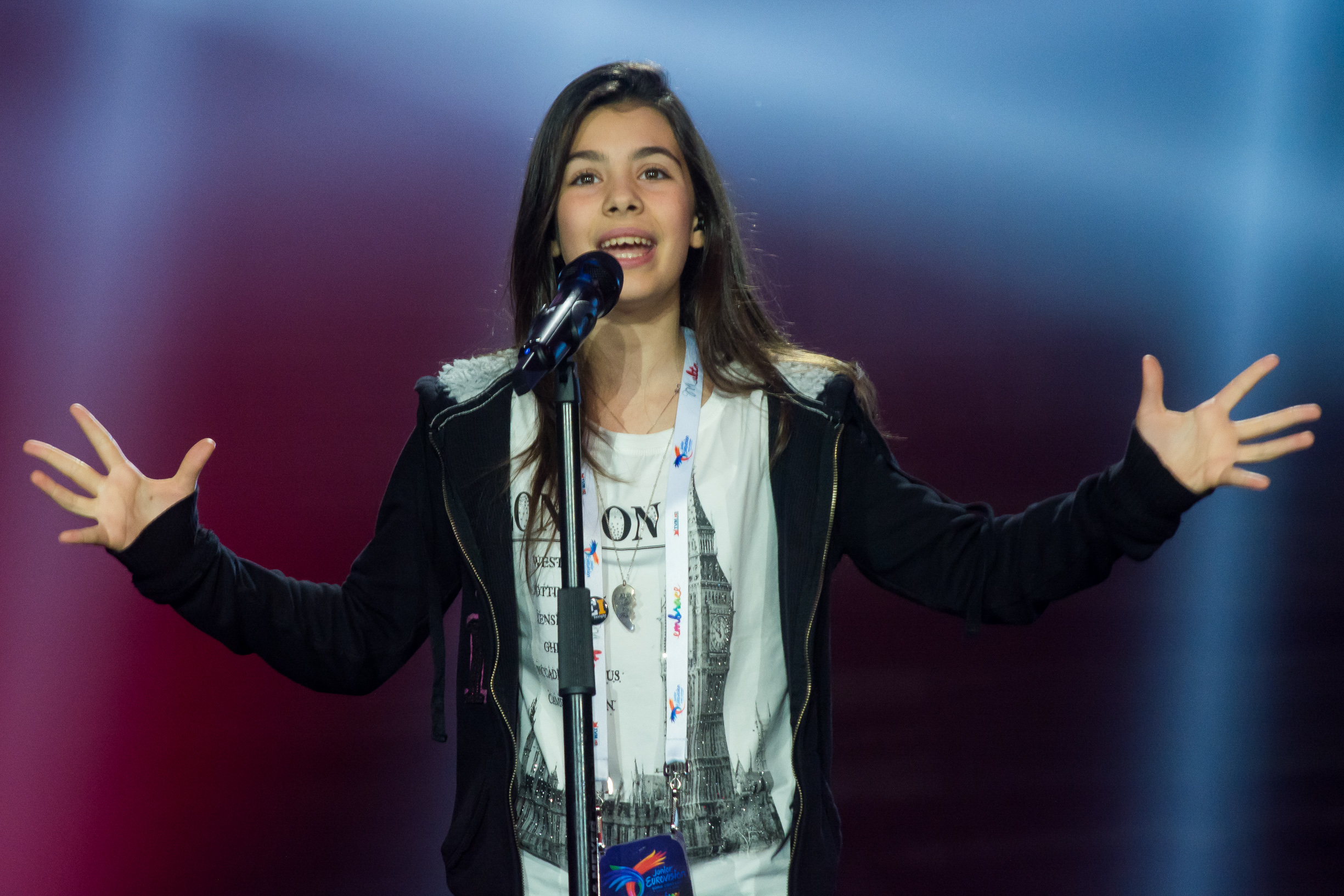
Fiamma Boccia Vallettán (2016)
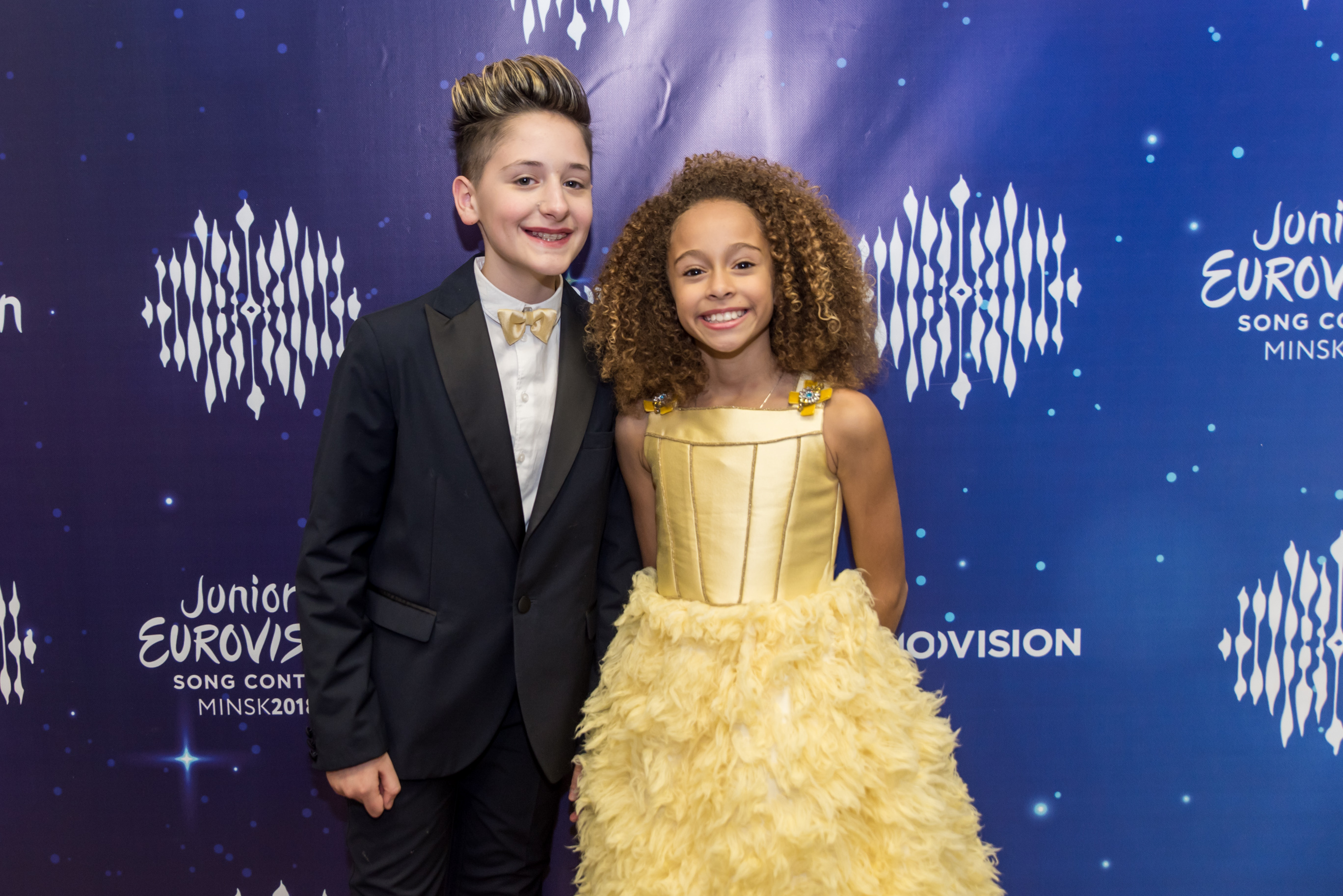
Melissa & Marco Minszkben (2018)
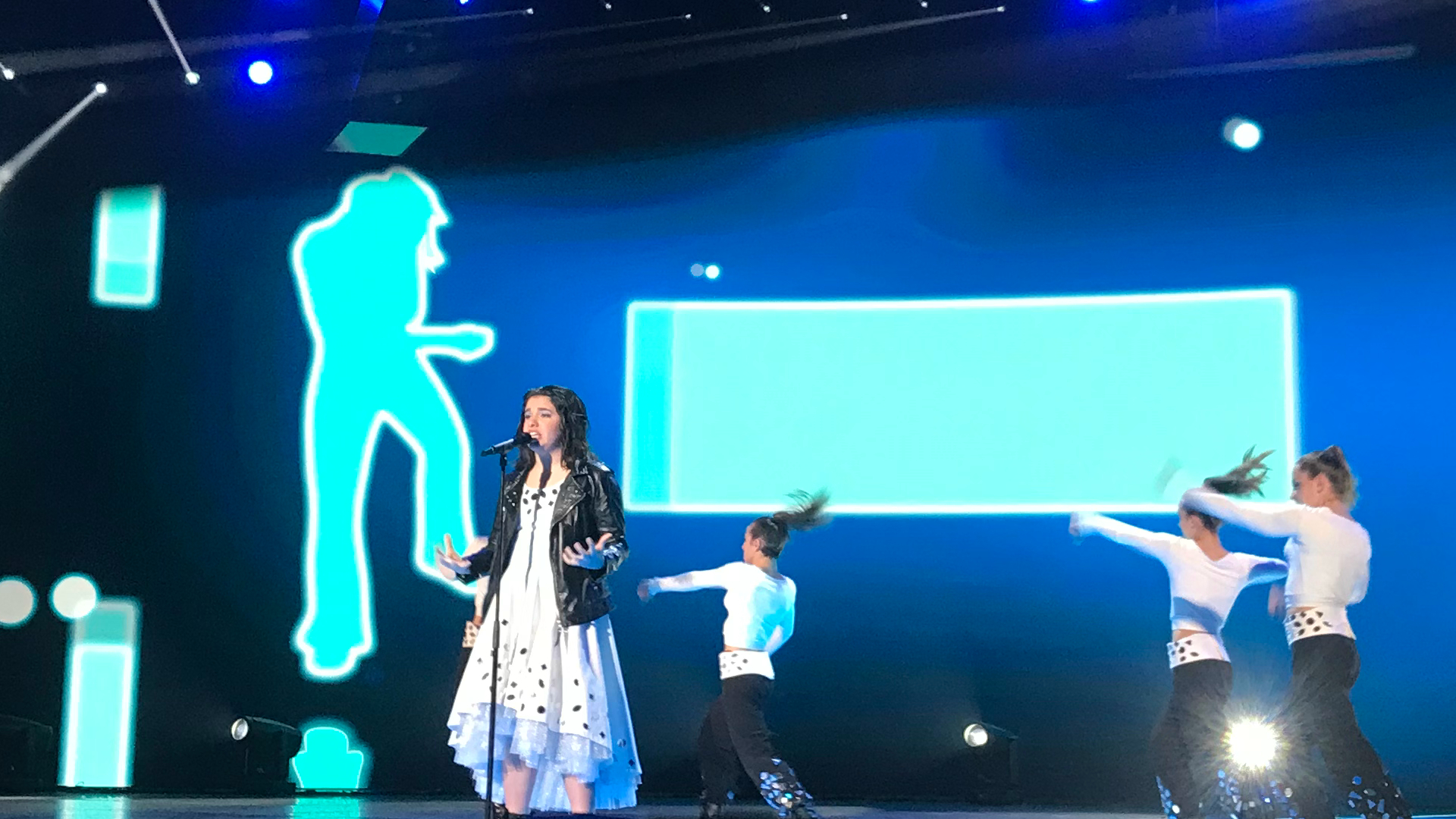
Elisabetta Lizza Párizsban (2021)

## Lásd még
- Olaszország az Eurovíziós Dalfesztiválokon